# Пахомово (Советский район)
 Пахомово  — деревня в Советском районе Республики Марий Эл. Входит в состав Михайловского сельского поселения.

## Географическое положение
Находится в центральной части республики Марий Эл на расстоянии приблизительно 23 км по прямой на юго-запад от районного центра посёлка Советский.

## История
Деревня возникла в 1868 году. В 1907 году в Пахомове было 30 дворов, в 1917 году — 35 дворов. В 1920 году в деревне числилось 50 хозяйств, 228 жителей (русские). В 1958 году в деревне было 58 домов, в 1968 году — 42, в 1978 году — 36 домов, а ещё через десять лет не осталось ни одного. В советское время работал колхоз «1 Мая». Ныне это дачное поселение.

## Население
Население не было учтено как в 2002 году, так и в 2010.